# Deinypena ranomafana
Deinypena ranomafana är en fjärilsart som beskrevs av Pierre E.L. Viette 1966. Deinypena ranomafana ingår i släktet Deinypena och familjen nattflyn. Inga underarter finns listade i Catalogue of Life.